# 貨源歸邊
貨源歸邊，香港股市的常用名詞，是指大眾散戶持有的某隻股票被大戶(投資銀行和基金公司)慢慢買入及收集，即大量股票由小數的大戶持有，股價的走勢自此由大戶操控，輕易炒上落，所以有些人深信貨源歸邊的股票有機會在短期內暴升。不過，若大戶大量沽貨，很容易造成股價暴跌。
但当大户（投行和基金）持有相对大份的公司股票时，是必须通知证监会的，证监会会密切关注这只股票的异动。所有的异动都会有机会成为证监会质询大机构的理据。所以在真实市场上“大上大落”的情况不多（看当地证监会的实力了）。更高明的做法我们可以参考巴菲特当年在香港入股中石油和比亚迪的事件来做参考（就是以基础分析作为推高的理据，某些大事件作为出市理由）。